# Black Tea

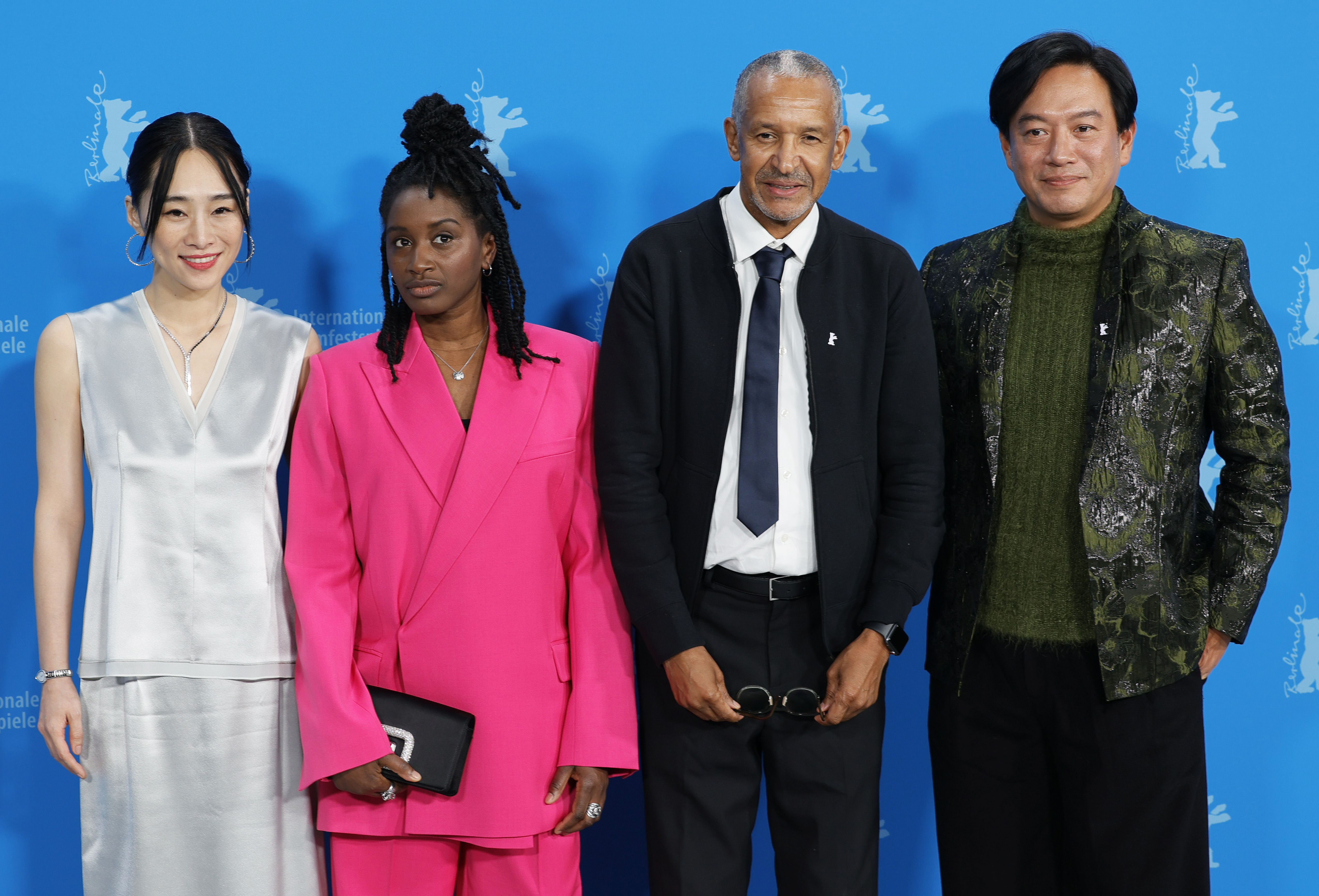
V. l. n. r.: Wu Ke-Xi, Nina Mélo, Abderrahmane Sissako und Chang Han (Berlinale 2024)

Black Tea (dt.: „Schwarzer Tee“) ist ein Spielfilm von Abderrahmane Sissako aus dem Jahr 2024. Das Drama handelt von einer jungen ivorischen Frau, die zum Erstaunen ihres Umfelds nach Asien immigriert und sich in einen älteren chinesischen Mann verliebt. Die Hauptrollen übernahmen Nina Mélo und Han Chang. Die internationale Koproduktion zwischen Frankreich, Luxemburg und Mauretanien wurde im Februar im Rahmen der 74. Internationalen Filmfestspiele Berlin 2024 uraufgeführt. Ein Kinostart in Frankreich erfolgte im selben Monat.

## Handlung
Aya ist Anfang 30 und stammt aus der Elfenbeinküste. Sie steht kurz vor der Hochzeit mit ihrem Verlobten. Zum Erstaunen aller lässt Aya an ihrem Hochzeitstag die Vermählung platzen. Daraufhin wandert sie nach Asien aus. Aya findet dort Arbeit in einem Geschäft, das auf Tee-Export spezialisiert ist. Dort lernt sie auch den 45-jährigen Chinesen Cai kennen. Beide verlieben sich ineinander. Ihre aufkeimende Romanze muss sich den Turbulenzen der Vergangenheit und den Vorurteilen ihres Umfelds stellen.

## Veröffentlichung
Die Weltpremiere fand am 21. Februar 2024 im Rahmen der 74. Berlinale statt. Dort wurde der Beitrag in den Hauptwettbewerb aufgenommen.
Ein regulärer Kinostart in Frankreich erfolgte am 28. Februar 2024 im Verleih von Gaumont.

## Auszeichnungen
Black Tea erhielt eine Einladung in den Wettbewerb um den Goldenen Bären, den Hauptpreis der Berlinale.